# Solaster paxillatus

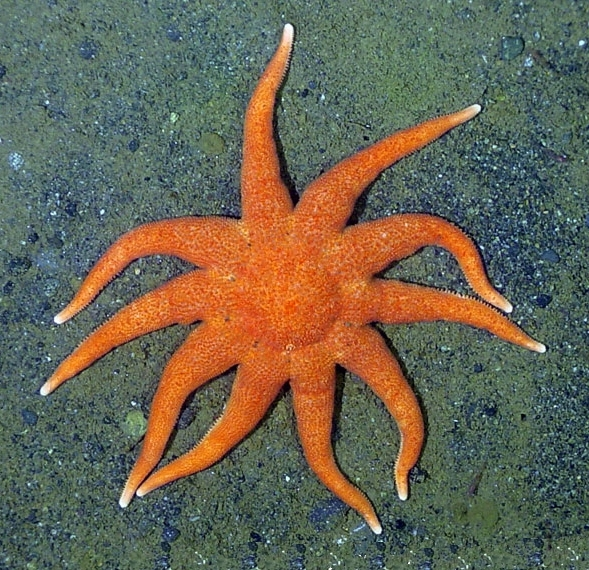
Hình ảnh của Solaster paxillatus.

Solaster paxillatus là tên của một loài sao biển sống ở nhiều độ sâu khác nhau của phía bắc Thái Bình Dương. Nó được các nhà khoa học xem là thiên địch của loài sao biển Bắc Thái Bình Dương.

## Mô tả
Cơ thể của nó không bằng phẳng cho lắm, đặc biệt là khi nó vừa ăn xong. Mỗi cá thể có từ 8 đến 10 cánh, đầu nhọn. Đường kính là khoảng 37 cm. Mặt trên có nhiều "vảy", mỗi "vảy" có từ 15 đến 30 gai nhỏ, không nhọn. Mặt trên có màu vàng và cam nhạt hoặc đỏ gạch. Các cá thể sống ở vùng nước sâu có màu tím. Mặt dưới có màu nhạt hơn, bên dưới mỗi cánh có hai hàng chân ống màu trắng, các hàng chân này đều hướng về phía miệng ở chính giữa.

## Phân bố
Loài sao biển này sinh sống ở bắc Thái Bình Dương. Phạm vi của chúng là từ Nhật Bản đến biển Bering và dọc theo vùng biển Bắc Mĩ cho đến California. Độ sâu chúng sống là từ 11 đến 3740 mét do vậy so với nhiều loài sao biển khác ở tây bắc Thái Bình Dương thì phạm vi này là khá lớn.

## Thức ăn
Hành vi kiếm ăn của loài này hiện không rõ. Khi phân tích dạ dày của chúng thì các nhà khoa học thấy ở đó có các loài hải sâm và loài sao biển Henricia leviuscula. Còn ở Nhật Bản, thức ăn của loài này là loài cầu gai Strongylocentrotus nudus và loài sao biển Bắc Thái Bình Dương (Asterias amurensis).